# Pyrgocythara filosa
Pyrgocythara filosa é uma espécie de gastrópode do gênero Pyrgocythara, pertencente a família Mangeliidae.